# Nae ma-eum banjjakbanjjak
Nae ma-eum banjjakbanjjak (hangeul: 내 마음 반짝반짝, lett. Il mio cuore scintilla; titolo internazionale My Heart Twinkle Twinkle) è una serie televisiva sudcoreana trasmessa su SBS dal 17 gennaio al 12 aprile 2015.

## Trama
Il proprietario del ristorante di pollo fritto coreano Jinshim, Lee Jin-sam, ha tre figlie. Dalla morte della madre, la maggiore, Soon-jin, si è occupata del resto della famiglia e dell'attività, cercando di mantenerla a galla nonostante la concorrenza del ristorante Woontak, gestito dallo spietato Chun Woon-tak. La figlia di mezzo, Soon-soo, è una pianista, affranta perché il fidanzato l'ha lasciata a causa delle sue origini povere. La figlia minore, Soon-jung, rimane invece coinvolta in un triangolo amoroso con due uomini, Jang Soon-chul e Cha Do-hoon.

## Personaggi
- Lee Soon-jin, interpretata da Jang Shin-young e Lee Young-eun (da giovane)
- Chun Woon-tak, interpretato da Bae Soo-bin
- Lee Soon-soo, interpretata da Lee Tae-im
- Jang Soon-chul, interpretato da Lee Pil-mo
- Lee Soon-jung, interpretata da Nam Bo-ra e Shin Rin-ah (da giovane)
- Cha Do-hoon, interpretato da Oh Chang-seok
- Lee Jin-sam, interpretato da Lee Deok-hwa
- Lee Mal-sook, interpretata da Yoon Mi-ra
- Chun Geum-bi, interpretata da Son Eun-seo
- Chun Eun-bi, interpretata da Ha Jae-sook
- Hwang Mi-ja, interpretata da Geum Bo-ra
- Park Yong-sik, interpretato da Do Ki-seok
- Gu Kwan-mo, interpretato da Jung Eun-woo
- Pyo Sung-joo, interpretato da Yoon Da-hoon
- Cha Seok-nam, interpretato da Kim Dong-hyun
- Kang Sung-sook, interpretata da Jung Ae-ri
- Yang Min-ho, interpretato da Jo Seung-hyun
- Cha Ye-rin, interpretata da Cha Soo-yeon
- Proprietario del ristorante Gong, interpretato da Yang Hee-kyung
- Han Young-pyo, interpretato da Jung Gyu-soo
- Sun-ho, interpretato da Kim Hyung-kyu